# كارل هيريرا
كارل هيريرا (بالإسبانية: Carl Herrera)‏ مواليد 14 ديسمبر 1966 في ترينيداد، ترينيداد وتوباغو، هو لاعب كرة سلة محترف فنزويلي معتزل بدأ مسيرته الاحترافية في سنة 1990. تم اختياره من قبل فريق ميامي هيت خلال الدرافت، وحمل الرقم 7 و11 و14 و21. يبلغ طوله 6 قدم 9 بوصة (2.1 م). مثّل منتخب بلاده. شارك في مسابقة كرة السلة في الألعاب الأولمبية الصيفية. اعتزل اللعب في 2008.

## فرق لعب لها
- ريال مدريد بالونكيستو
- هيوستن روكتس
- سان أنطونيو سبرز
- فانكوفر جريزليز
- دنفر ناغتس

## روابط خارجية
- كارل هيريرا على موقع الاتحاد الدولي لكرة السلة (الإنجليزية)
- كارل هيريرا على موقع إن بي أي (الإنجليزية)
- كارل هيريرا على موقع سبورتس رفرنس (الإنجليزية)
- كارل هيريرا على موقع الدوري الإسباني لكرة السلة (الإسبانية)
- كارل هيريرا على موقع كرة السلة الأوروبية.كوم (الإنجليزية)
- كارل هيريرا على موقع كلية كرة السلة في سبورتس رفرنس.كوم (الإنجليزية)
- كارل هيريرا على موقع ريلجم (الإنجليزية)
- كارل هيريرا على موقع بروبوليرز (الإنجليزية)
- كارل هيريرا على موقع سبورتس رفرنس (الإنجليزية)
- كارل هيريرا على موقع أوليمبيديا (الإنجليزية)